# Шаталін Станіслав Сергійович
Станіслав Сергійович Шаталін (24 серпня 1934, Дитяче Село, тепер місто Пушкін Ленінградської області, Російська Федерація — 3 березня 1997, місто Москва, Російська Федерація) — радянський і російський вчений-економіст, академік-секретар Відділення економіки Академії наук СРСР (Російської академії наук). Член ЦК КПРС у липні 1990 — січні 1991 року. Доктор економічних наук (1971), професор (1972), член-кореспондент (з 26.11.1974, з Відділення економіки), академік Академії наук СРСР (РАН) (з 23.12.1987).

## Життєпис
Народився в родині радянського партійного діяча.
Закінчив школу із золотою медаллю, вступив до Московського енергетичного інституту, але через два роки перевівся на економічний факультет Московського державного університету імені Ломоносова, який закінчив у 1958 році. 
З 1958 року працював економістом Науково-дослідного фінансового інституту Міністерства фінансів СРСР. У 1959—1962 роках — молодший науковий співробітник, провідний економіст, у 1962—1965 роках — завідувач сектору міжгалузевого балансу Науково-дослідного економічного інституту (НДЕІ) при Держплані СРСР. У 1965 році захистив кандидатську дисертацію на тему «Питання теорії міжгалузевого балансу та його використання у планових розрахунках».
Член КПРС з 1963 по січень 1991 року.
У 1965—1976 роках — заступник директора, завідувач головного теоретичного відділу Центрального економіко-математичного інституту (ЦЕМІ) Академії наук СРСР. У 1970 році захистив докторську дисертацію на тему «Проблеми теоретичного аналізу пропорційності радянської економіки».
Одночасно в травні 1970—1983 роках — завідувач кафедри математичних методів аналізу економіки економічного факультету Московського державного університету імені Ломоносова.
З 1976 по 1986 рік працював заступником директора, завідувачем лабораторії (з 1978), керівником наукового напряму Всесоюзного науково-дослідного інституту системних досліджень Державного комітету СРСР з науки і техніки та АН СРСР. Одночасно викладав загальну економіку на факультеті управління та прикладної математики Московського фізико-технічного інституту.
У 1986—1990 роках — завідувач лабораторії Інституту економіки та прогнозування науково-технічного прогресу Академії наук СРСР. Був членом редакційної колегії журналу «Деловые люди», членом установчої ради газети «Московские новости».
У грудні 1989 року призначений членом Державної комісії з економічної реформи. У 1990 році очолив робочу групу з розробки програми переходу до ринкової економіки — програми «500 днів». У березні 1990 — вересні 1991 року — член Президентської Ради СРСР. 
У березні 1990—1996 роках — академік-секретар Відділення економіки Академії наук СРСР (з 1991 року — Російської академії наук).
У 1991 році обраний головою оргкомітету зі створення Об'єднаної демократичної партії. З липня 1991 року — співголова Руху демократичних реформ (міжнародного). Був довіреною особою Єльцина на президентських виборах РРФСР у 1991 році. З 1994 року — президент Міжнародного фонду економічних та соціальних реформ «Реформа».
У 1994 році створив комерційну організацію «Фінансовий союз Шаталін та Ко». У 1995 році взяв участь у створенні виборчого об'єднання «Моё отечество».
Помер 3 березня 1997 року в Москві. Похований на Кунцевському цвинтарі Москви.

## Нагороди і звання
- орден Дружби народів (18.08.1994)
- два ордени «Знак Пошани» (1975, 1986)
- Державна премія СРСР (1968) — за цикл досліджень з розробки методів аналізу та планування міжгалузевих зв'язків та галузевої структури народного господарства на основі міжгалузевого балансу
- Премія імені В. Немчинова (1987) — за наукову працю «Функціонування економіки розвиненого соціалізму. Теорія, методи та проблеми»
- Подяка Президента Російської Федерації (19.04.1995)
- Почесна грамота Киргизької Республіки (12.05.1995)
- Почесний президент московського футбольного клубу «Спартак»

## Основні наукові праці
- Пешехонов Ю., Шаталін С. Галузева структура суспільного виробництва: (До аналізу факторів та структури співвідношення I та II підрозділів). Москва: Економіка, 1965.
- Шаталін С. Пропорційність суспільного виробництва: (Нарис теорії та методології планування). Москва: Економіка, 1968.
- Шаталін С. Принципи та проблеми оптимального планування народного господарства. Москва, 1971.
- Шаталін С. Інтенсивний тип соціалістичного розширеного відтворення. Москва: Знання РРФСР, 1978.
- Шаталін С. Економіка СРСР — єдиний народногосподарський комплекс. Москва: Знання, 1980.
- Шаталін С. Функціонування економіки розвиненого соціалізму. Москва, 1982.
- Микульський К., Роговін В., Шаталін С. Соціальна політика КПРС. Москва: Політвидав, 1987.
- Гайдар Є., Шаталін С. Економічна реформа: причини, напрями, проблеми. Економіка. Москва, 1989.
- Соціальні ресурси та соціальна політика. Москва, 1990 (у співавт.).